# Itō Sōhaku
Itō Sōhaku (japanisch 伊藤 草白; geboren 24. Februar 1896 in Kyoto; gestorben 9. Dezember 1945) war ein japanischer Maler der Nihonga-Richtung während der Taishō- und Shōwa-Zeit.

## Leben und Werk
Itō Sōhaku besuchte die Handelsschule „Kyōto shiritsu daiichi shōgyō gakkō“ (京都市立第一商業学校), verließ sie aber ohne Examen und begann sich der Malerei zu widmen. Auf der 1. Ausstellung der Künstlervereinigung „Kokuga sōsaku kyōkai“ im Jahr 1918 konnte er sein Bild „Insel“ (島, Shima) ausstellen, auf der 2. das Bild „Kitagishima“ (北木島), auf der 3. das Bild „Landschaft“ (風景, Fūkei), für das er den angesehenen Chogyū-Preis erhielt. Auf der 4. Ausstellung 1924 zeigte er die Bilder „Landschaft von Noto“ (能登 風景) und „Biwa“ (桃杷, Biwa). Im folgenden Jahr zeigte er auf der von der Osaka Mainichi Zeitung (大阪毎日新聞) veranstalteten Ausstellung das Bild „Landschaft“ (風景, Fūkei), das mit einer Silbermedaille ausgezeichnet wurde.
Es folgten weitere Beteiligungen an den Ausstellungen der „Kokuga sōsaku kyōkai“. So zeigte er auf der 5. Ausstellung das Bild „Kurobe-Schlucht“ (黒部溪谷, Kurobe keikoku) und auf der 6. „Garten“ (庭, Niwa). Auf der 7. zeigte er kein Bild. 1924 wurde Itō zum Mitgliedsanwärter (会友, Kaiyū), zwei Jahre später wurde er zum Mitglied gewählt. Als sich die Künstlervereinigung 1928 auflöste, beteiligte er sich an der Gründung der „Shinjusha“ (新樹社). Auf deren 1. Ausstellung zeigte er das Bild „Küstenstreifen“ (海辺, Umibe). Mit der Auflösung der Shinjusha nach ihrer 2. Ausstellung sind einige Bilder auf die Mittdreißiger Jahre datiert, aus den Jahren danach sind keine Bilder von Itō bekannt.

## Bilder

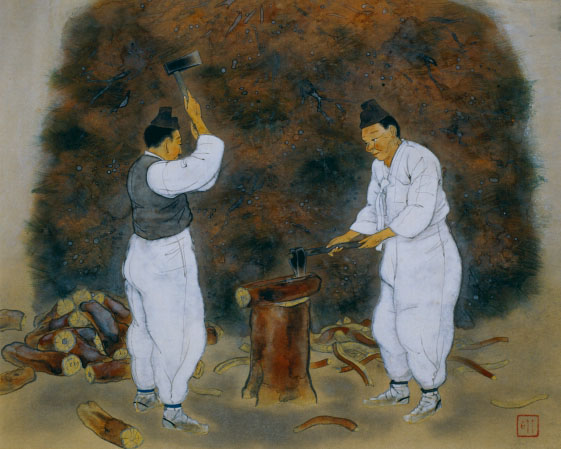
Holz zerkleinern, Skizze
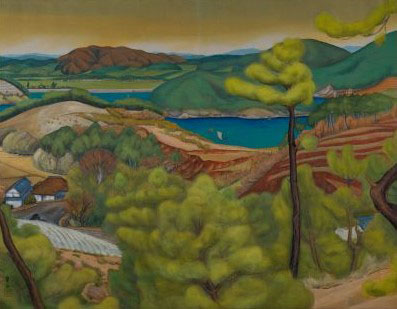
Insel, 1918
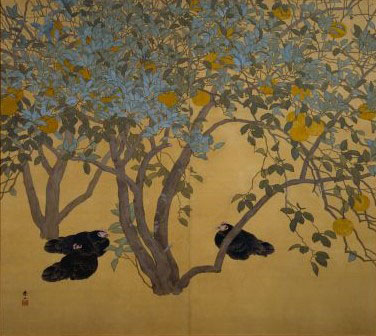
Hintergarten, um 1915
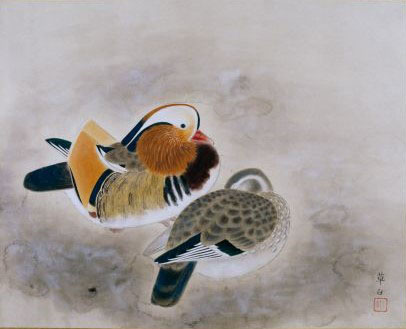
Peking-Enten, ca. 1935
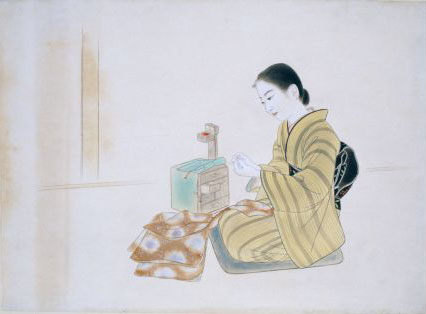
Nähen, ca. 1935